# Ancient Trader
Ancient Trader est un jeu vidéo de stratégie au tour par tour développé et édité par 4Kids Games, sorti en 2010 sur Windows, Xbox Live Arcade et iOS.

## Accueil
- Eurogamer : 8/10 (X360)[1]